# Juice Robinson
Joseph Robinson, meglio conosciuto con il ring name Juice Robinson (Joliet, 10 aprile 1989), è un wrestler statunitense sotto contratto con la All Elite Wrestling.
Ha militato in diverse federazioni a livello mondiale come la WWE (dal 2011 al 2015), la Ring of Honor (nel 2019), e la AEW (dal 2022).

## Carriera

### WWE (2011–2015)

#### Florida Championship Wrestling (2011–2012)
Robinson firma un contratto di sviluppo con la WWE nel 2011 e viene mandato in Florida Championship Wrestling per allenarsi. Fa il suo debutto l'8 luglio, all'FCW Gainesville Show, dove viene sconfitto da Leo Kruger. Successivamente forma un tag team con Donny Marlow e i due non riescono a conquistare i titoli di coppia il 16 luglio, all'FCW Summer SlamaRama venendo sconfitti da Big E Langston e Calvin Raines. Tuttavia, nei tapings del 21 luglio, CJ Parker e Donny Marlow sconfiggono Langston e Raines e conquistano gli FCW Florida Tag Team Championship. All'FCW Orlando Show del 27 luglio, CJ Parker perde un 6-man tag team match insieme a Donny Marlow e Leakee contro Kenneth Cameron, Tito Colon e Lucky Cannon. Nei tapings dell'11 agosto, Parker & Marlow perdono però un match non titolato contro Erick Rowan e James Bronson. Nei tapings del 1º settembre, CJ Parker & Donny Marlow subiscono un'altra sconfitta in un 6-man tag team match dove fanno squadra con Johnny Curtis, perdendo contro i membri della stable capitanata da Ricardo Rodriguez, ovvero Conor O'Brian, Kenneth Cameron e Tito Colon. Nei tapings del 22 settembre, Parker e Marlow difendono le loro cinture di coppia dall'assalto di Calvin Raines e James Bronson. Nei tapings del 13 ottobre, Parker combatte un match da singolo, perdendo contro Antonio Cesaro. Otto giorni dopo, lui e Marlow perdono un non-title match contro Tito Colon & Conor O'Brian. Il 3 novembre, perde i titoli di coppia in favore di Brad Maddox e Briley Pierce.
Dopo aver perso i titoli, torna a combattere in singolo. Il 17 novembre, vince un 6-man tag team match insieme a Percy Watson e Titus O'Neil contro il trio formato da Rick Victor, Derrick Bateman e Corey Graves. Inizia il 2012 con una sconfitta, il 26 gennaio, perdendo contro Dean Ambrose. Dopo aver perso contro Corey Graves, vince un match di coppia con Jason Jordan contro il team composto da Alexander Rusev e Big E Langston. In seguito, perde ancora in singolo contro Rusev. Al Kissimmee Show del 2 marzo, batte Rick Victor in un Flag Match. Il giorno dopo, al Lake City Show, in coppia con Byron Saxton, batte Jiro e Sakamoto. Nei tapings del 15 marzo, fa coppia con Jason Jordan e Xavier Woods, battendo in un 6-man tag team match Jake Carter, Corey Graves e Brad Maddox. Contro quest'ultimo, però, perde il 21 marzo all'Orlando Show. Quattro giorni dopo, perde anche contro James Bronson al Lakeland Show. A fine mese, in coppia con Dante Dash, perde nuovamente contro Garrett Dylan e James Bronson. Nei tapings del 4 aprile, Parker sfida i campioni di coppia Jake Carter e Corey Graves in un match con le cinture in palio facendo coppia con Mike Dalton, ma gli sfidanti perdono il match. Nei tapings del 26 aprile, Parker, Dalton e Jordan sconfiggono Jiro, Garrett Dylan e Alexander Rusev in un 6-man tag team match. All'Orlando Show del 18 maggio, Parker e Adam Mercer sconfiggono Benicio Salazar e Luke Harper in un match di coppia. In quello del 20 giugno, perde contro la Superstar di Raw, Mason Ryan. Il giorno dopo, perde un 6-man tag team match insieme a Jason Jordan e Briley Pierce contro Alexander Rusev, Colin Cassady e Rick Victor ma il 22 giugno, si riscatta vincendo insieme a Xavier Woods e Seth Rollins contro Rick Victor, Garrett Dylan e Joel Redman. La settimana seguente, in coppia con Redman, perde contro Big E. Langston e Lincoln Broderick. Al Melbourne Show, Parker e Jordan perdono contro Corey Graves e Jake Carter mentre il 5 luglio, Parker, Redman e Mike Dalton, sconfiggono Big E. Langston, Corey Graves e Jake Carter. Il 1º agosto, a Bull Bash VI, CJ Parker e Briley Pierce perdono contro Corey Graves e Judas Devlin. Dall'agosto 2012, la FCW chiude e tutti i talenti vengono spostati ad NXT.

#### NXT(2012–2015)
Durante la prima puntata della sesta stagione di NXT, iniziata il 20 giugno 2012, CJ Parker viene presentato come uno dei nuovi prospetti che parteciperà al programma. Al suo match di debutto, fa coppia con Mike Dalton, perdendo contro gli Ascension in un match completamente a senso unico. Il 4 luglio, Parker perde un altro match di coppia insieme a Nick Rogers contro Corey Graves e Jake Carter. L'8 agosto, si batte in singolo contro Kassius Ohno, incappando in un altro insuccesso. Riappare il 31 ottobre, quando viene sconfitto dal debuttante Roman Reigns.
Il 3 aprile 2015 la WWE ha poi rilasciato Parker.

### New Japan Pro-Wrestling (2015–presente)
Robinson, riprendendo il vecchio ringname Juice Robinson, entra a far parte del roster della NJPW, prima come Young Lion poi come talento senior.
Il 7 luglio 2018, all'evento G1 Special in San Francisco, Robinson sconfigge Jay White e diviene il nuovo detentore dell'IWGP United States Championship. Il 30 settembre, però, Robinson ha perso il titolo contro Cody. Il 4 gennaio 2019, a Wrestle Kingdom 13, Robinson ha riconquistato il titolo sconfiggendo Cody. Il 5 giugno, a Best of Super Juniors 26, Robinson ha perso il titolo contro Jon Moxley.
Dopo aver fallito nel riconquistare il vacante IWGP United States Championship, Robinson ha formato con David Finlay i FinJuice, e i due hanno conquistato l'IWGP Tag Team Championship il 4 gennaio 2020 a Wrestle Kingdom 14 sconfiggendo i Tama Tonga e Tanga Loa. Il 1º febbraio, però, i FinJuice hanno perso i titoli contro i Guerrillas of Destiny.

## Personaggio

### Mosse finali
- Jumping inverted double underhook facebuster
- Back mounted cobra clutch – 2016-2017

### Soprannomi
- "The Flamboyant"
- "The Funky One"
- "Heart and Honor"
- "Moonchild"
- "Rosa"

## Titoli e riconoscimenti
- Florida Championship Wrestling
  - FCW Florida Tag Team Championship (2) – con Donny Marlow (1) e Jason Jordan (1)

- Impact Wrestling
  - Impact World Tag Team Championship (1) – con David Finlay

- New Japan Pro-Wrestling
  - IWGP United States Championship (3)
  - IWGP Tag Team Championship (1) – con David Finlay
  - World Tag League (2019) – con David Finlay

- Pro Wrestling Illustrated
  - 32º tra i 500 migliori wrestler singoli nella PWI 500 (2019)